# CDDB
CDDB (acronimo di Compact Disc Database) è un database a cui possono accedere applicazioni software per ottenere informazioni riguardanti i CD su Internet. Questo è reso possibile da un client che calcola un identificativo (approssimativamente) unico per ogni CD e successivamente lo ricerca nel database. Come risultato, il client è in grado di visualizzare il nome dell'artista, il titolo del CD, la lista delle tracce e altre informazioni.
Il database è usato principalmente dai programmi di lettore multimediale e dai CD ripper.
La necessità del CDDB è una diretta conseguenza del progetto originale del CD, derivato come evoluzione del disco di vinile, che non considerava le tracce audio come tracce di file dati da essere identificate e indicizzate. Il formato CD non include il nome del disco o i nomi delle tracce, quindi un database supplementare è necessario per sopperire alla mancanza di informazioni quando un disco è usato in un moderno player. Uno sviluppo successivo chiamato CD-TEXT è un'altra soluzione allo stesso problema.

## Storia
Il CDDB fu un'invenzione di Ti Kan e Steve Scherf. Il codice sorgente venne realizzato sotto GNU General Public License, permettendo così a tutti il libero accesso alle informazioni messe a disposizione dalla vasta base degli utenti. Successivamente il progetto fu venduto e furono modificate le condizioni di licenza, prevedendo un contributo iniziale (per il pagamento dell'utilizzo dei server e del supporto necessario) che ricadde sugli sviluppatori commerciali. Inoltre la licenza includeva anche alcune clausole che molti programmatori considerarono inaccettabili: nessun altro database simile (come ad esempio freedb) poteva essere accessibile come integrazione al CDDB e il logo del database doveva essere esposto durante l'accesso.
Nel marzo 2001, il CDDB divenne di proprietà della Gracenote che proibì l'accesso al proprio database a tutte le applicazioni sprovviste di licenza. Le licenze per il CDDB1 (la versione originale del CDDB) non furono più disponibili dal momento in cui venne richiesta, ai programmatori, la trasformazione in CDDB2 (una nuova versione incompatibile con CDDB1, e automaticamente anche con freedb).
Dopo la commercializzazione del CDDB della Gracenote, molti lettori multimediali passarono all'utilizzo di freedb, pur mantenendo 'CDDB' come termine generico nel riferirsi alla sua funzione di database.
Nel 2008 la Gracenote è stata acquistata da Sony Corporation.

## Come funziona un CDDB
Il CDDB venne progettato per poter identificare interi CD, non solo le singole tracce. Il processo di identificazione prevede la creazione di un discid, una specie di "impronta digitale" di un CD creata dinamicamente eseguendo un hash sulle informazioni riguardanti la durata di una traccia, informazioni conservate nell'indice del CD. Questo discid viene usato assieme all'internet database, tipicamente per scaricare i nomi delle tracce dell'intero CD o per sottoporre i nomi delle tracce di un CD di nuova identificazione.
Poiché l'identificazione dei CD si basa sulla lunghezza e l'ordine delle tracce, CDDB non può identificare delle playlist in cui l'ordine delle tracce è stato cambiato, o compilation di tracce provenienti da diversi CD. Inoltre CDDB non può distinguere tra differenti CD che hanno lo stesso numero di tracce e la stessa lunghezza per ognuna di esse.
I critici sostengono che gli elenchi di campi per il CDDB sono inadeguati per l'inclusione di una corretta identificazione di registrazioni di musica classica. Questo problema non è stato affrontato adeguatamente né uniformemente dagli sviluppatori di software.

## Alternative
Il cambio di licenza ha dato vita alla creazione di un nuovo progetto, freedb, il cui scopo era di rimanere un progetto libero. Il 1º luglio 2006 gli sviluppatori joerg (Joerg) e megari (Ari) hanno annunciato di voler lasciare il progetto freedb. A questi annunci fece seguito una dichiarazione del proprietario del dominio, kaiser, secondo cui il progetto sarebbe stato presto sospeso. Un aggiornamento inserito il 7 luglio dichiarò che erano in corso trattative per trasferire il progetto freedb a dei nuovi proprietari.
Un progetto alternativo che è molto più di un semplice database di CD è MusicBrainz.
Un'altra alternativa commerciale a CDDB è il servizio AMG LASSO. LASSO venne lanciato da All Media Guide alla fine del 2004 e include tecnologie per il riconoscimento di CD, DVD e file audio digitali. Licenziatari di LASSO sono Windows Media Player di Microsoft, Musicmatch Jukebox, e il Virgin Digital Megastore.